# Nico Esterhuize
Pas d'image ? Cliquez ici

a Compétitions nationales et continentales officielles uniquement.

b Matchs officiels uniquement.
Dernière mise à jour le 9 novembre 2021.
Nico Esterhuize, né le 5 mars 1984 à Keetmanshoop (Sud-Ouest africain), est un joueur de rugby à XV namibien. Il joue avec l'équipe de Namibie entre 2006 et 2015, évoluant au poste de deuxième ligne. Il mesure 2,06 m et pèse 103 kg. Il fait partie de la sélection de Namibie sélectionnée pour la coupe du monde 2007 en France.

## Équipe de Namibie
- 33 sélections avec l'équipe de Namibie
- 1er test match le 9 septembre 2006 contre le Kenya
- Sélections par année : 3 en 2006, 9 en 2007, 1 en 2008, 5 en 2009, 5 en 2010, 7 en 2011, 1 en 2014, 2 en 2015.
- Coupe du monde : 
  - 2007 (4 matchs (Irlande, France, Argentine, Géorgie))
  - 2011 (4 matchs (Fidji, Samoa, Afrique du Sud, pays de Galles))